# Carrancita
Carrancita är en ort i Mexiko.   Den ligger i kommunen Mexicali och delstaten Baja California, i den nordvästra delen av landet, 2 100 km nordväst om huvudstaden Mexico City. Carrancita ligger 9 meter över havet och antalet invånare är 131.
Terrängen runt Carrancita är mycket platt. Runt Carrancita är det ganska tätbefolkat, med 58 invånare per kvadratkilometer. Närmaste större samhälle är Doctor Alberto Oviedo Mota, 7,2 km norr om Carrancita. Trakten runt Carrancita består till största delen av jordbruksmark.